# Desmodium wydlerianum
Desmodium wydlerianum är en ärtväxtart som beskrevs av Ignatz Urban. Desmodium wydlerianum ingår i släktet Desmodium och familjen ärtväxter. Inga underarter finns listade i Catalogue of Life.